# Cantón de Bellême
El cantón de Bellême era una división administrativa francesa, que estaba situada en el departamento de Orne y la región de Baja Normandía.

## Composición
El cantón estaba formado por quince comunas:
- Appenai-sous-Bellême
- Bellême
- La Chapelle-Souëf
- Chemilli
- Dame-Marie
- Le Gué-de-la-Chaîne
- Igé
- Origny-le-Butin
- Origny-le-Roux
- Pouvrai
- Saint-Fulgent-des-Ormes
- Saint-Martin-du-Vieux-Bellême
- Saint-Ouen-de-la-Cour
- Sérigny
- Vaunoise

## Supresión del cantón de Bellême
En aplicación del Decreto nº 2014-247 de 25 de febrero de 2014, el cantón de Bellême fue suprimido el 22 de marzo de 2015 y sus 15 comunas pasaron a formar parte del nuevo cantón de Ceton.